# Oessoeriejsk
Oessoeriejsk (Russisch: Уссурийск) is een stad in de Russische kraj Primorje, gelegen in het midden van een vruchtbare vallei bij de samenkomst van drie rivieren. De stad werd in 1866 gesticht als Nikolskoje, naar tsaar Nicolaas I, maar werd in 1935 herdoopt tot Vorosjilov naar Kliment Vorosjilov. Tijdens de regeringstijd van Nikita Chroesjtsjov werd de stad echter opnieuw hernoemd, ditmaal tot Oessoeriejsk, naar de nabijgelegen rivier Oessoeri. De bevolking schommelt al meer dan twintig jaar rond de 157.000 inwoners.
De stad is bijzonder groen dankzij de vele bomen zoals populieren, olmen en jasmijnen die overgebracht werden uit de taiga.
Dankzij de gunstige geografische locatie op het kruispunt van transportlijnen in het zuiden van de kraj Primorje, kende de nederzetting een snelle groei vanaf de jaren 70 van de negentiende eeuw, waarbij het dorp in een handelscentrum veranderde. De rol van het toenmalige dorp werd nog belangrijker toen de Oessoeriejskspoorweg werd aangelegd. In 1898 kreeg het toenmalige Nikolskoje de titel van stad. In het begin van de twintigste eeuw leefden in de stad reeds 15.000 mensen en kende ze een omzet in de handel van ongeveer drie miljoen roebels. Na de Russisch-Japanse Oorlog van 1904-'05 werd de stad een van de belangrijkste commerciële en economische centra van het Russische Verre Oosten. In 1913 was ze de vierde stad na Vladivostok, Blagovesjtsjensk en Chabarovsk naar bevolkingsaantal. Bedrijven werden gesticht om agrarische producten te verwerken.
In het centrum van de stad begon men gebouwen met twee tot drie verdiepingen op te trekken. In 1914 waren er veertien scholen, een theater, een circus en drie filmtheaters. Na de revolutie van 1917 kende Oessoeriejsk een snelle groei. De stad specialiseerde zich verder in de verwerking van agrarische producten. Tot de jaren 1980 was de stad naar bevolkingsaantal de tweede stad na Vladivostok, waarna de stad werd voorbijgestreefd door Nachodka. Bij de laatste volkstelling was Oessoeriejsk echter weer de tweede, doordat het inwoneraantal van Nachodka sterker afnam.

## Geboren in Oessoeriejsk
- Aleksandr Dvornikov (1961), Russisch generaal en opperbevelhebber
- Jelena Serova (1976), kosmonaute

Bestuurlijk centrum: Vladivostok

Arsenjev · Artjom · Bolsjoj Kamen · Dalnegorsk · Dalneretsjensk · Fokino · Lesozavodsk · Nachodka · Partizansk · Spassk-Dalni · Oessoeriejsk